# Cola nitida
Cola nitida là một loài thực vật có hoa trong họ Cẩm quỳ. Loài này được (Vent.) Schott & Endl. mô tả khoa học đầu tiên năm 1832.